# Maciejowice (Otmuchów)
Maciejowice  (deutsch Matzwitz, 1936–1945 Mühlrain, 1945–1947 Macewice) ist ein Dorf der Stadt- und Landgemeinde Otmuchów im Powiat Nyski in der Woiwodschaft Opole in Polen.

## Geographie

### Geographische Lage
Das Straßendorf Maciejowice liegt im Südwesten der historischen Region Oberschlesien. Der Ort liegt etwa sieben Kilometer nordwestlich des Gemeindesitzes Otmuchów, etwa 17 Kilometer nordwestlich der Kreisstadt Nysa und etwa 72 Kilometer südwestlich der Woiwodschaftshauptstadt Opole.
Maciejowice liegt in der Przedgórze Sudeckie (Sudetenvorgebirge) innerhalb der Wzgórza Niemczańsko-Strzelińskie (Nimptsch-Strehlen-Höhen). Durch den Ort fließt der Maciejowicki Potok (Matzwitzer Wasser). Der Ort liegt an der stillgelegten Bahnstrecke Otmuchów–Przeworno.

### Ortsteil
Zu Maciejowice gehört der südwestlich gelegene Weiler Grodziszcze (Gräditz).

### Nachbarorte
Nachbarorte von Maciejowice sind im Nordwesten Janowa (Johnsdorf), im Südosten Starowice (Starrwitz), im Südosten der zur Otmuchów gehörende Ortsteil Nieradowice (Nitterwitz) sowie im Südwesten Ligota Wielka (Ellguth).

## Geschichte

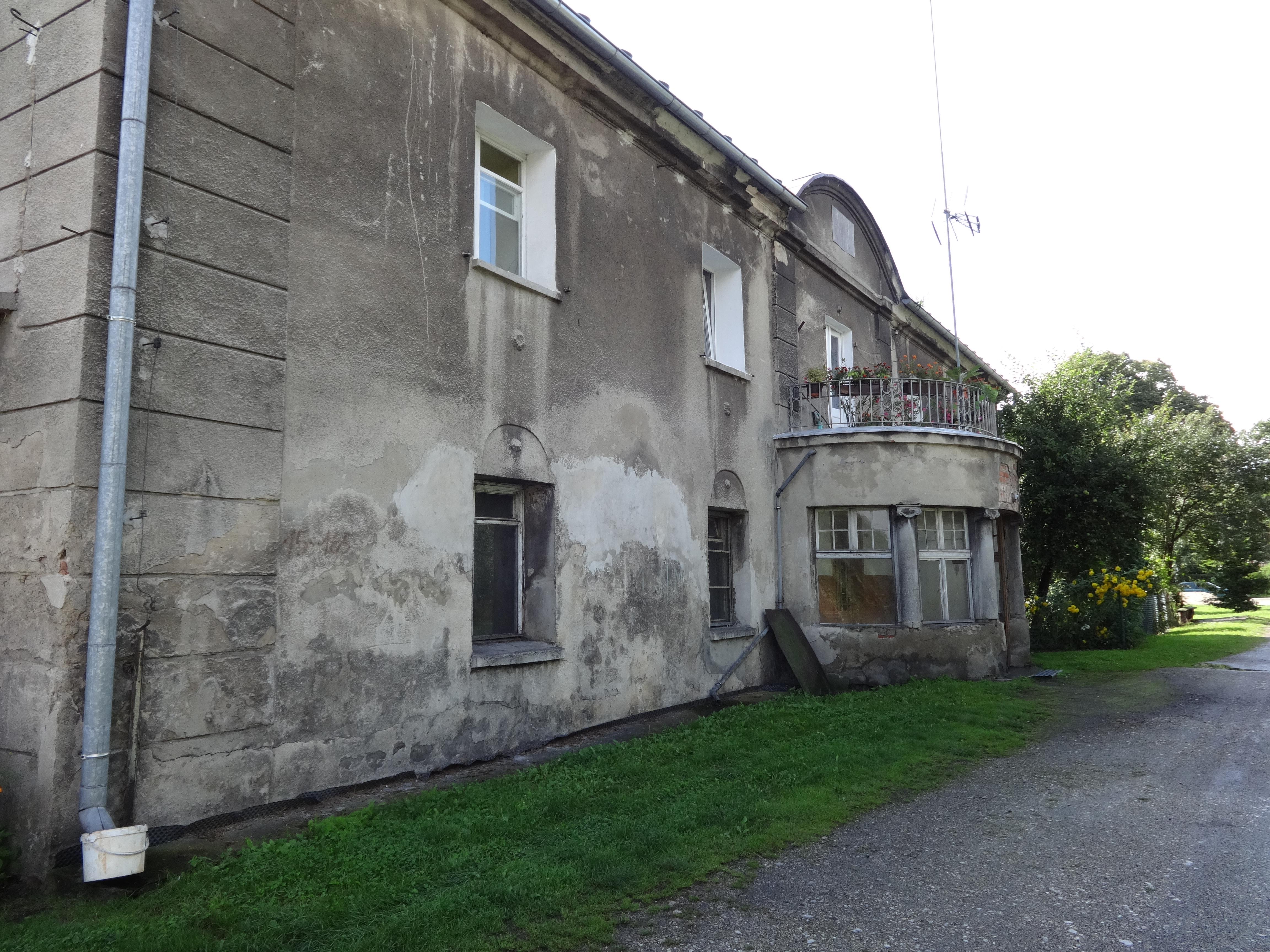
Schloss Matzwitz

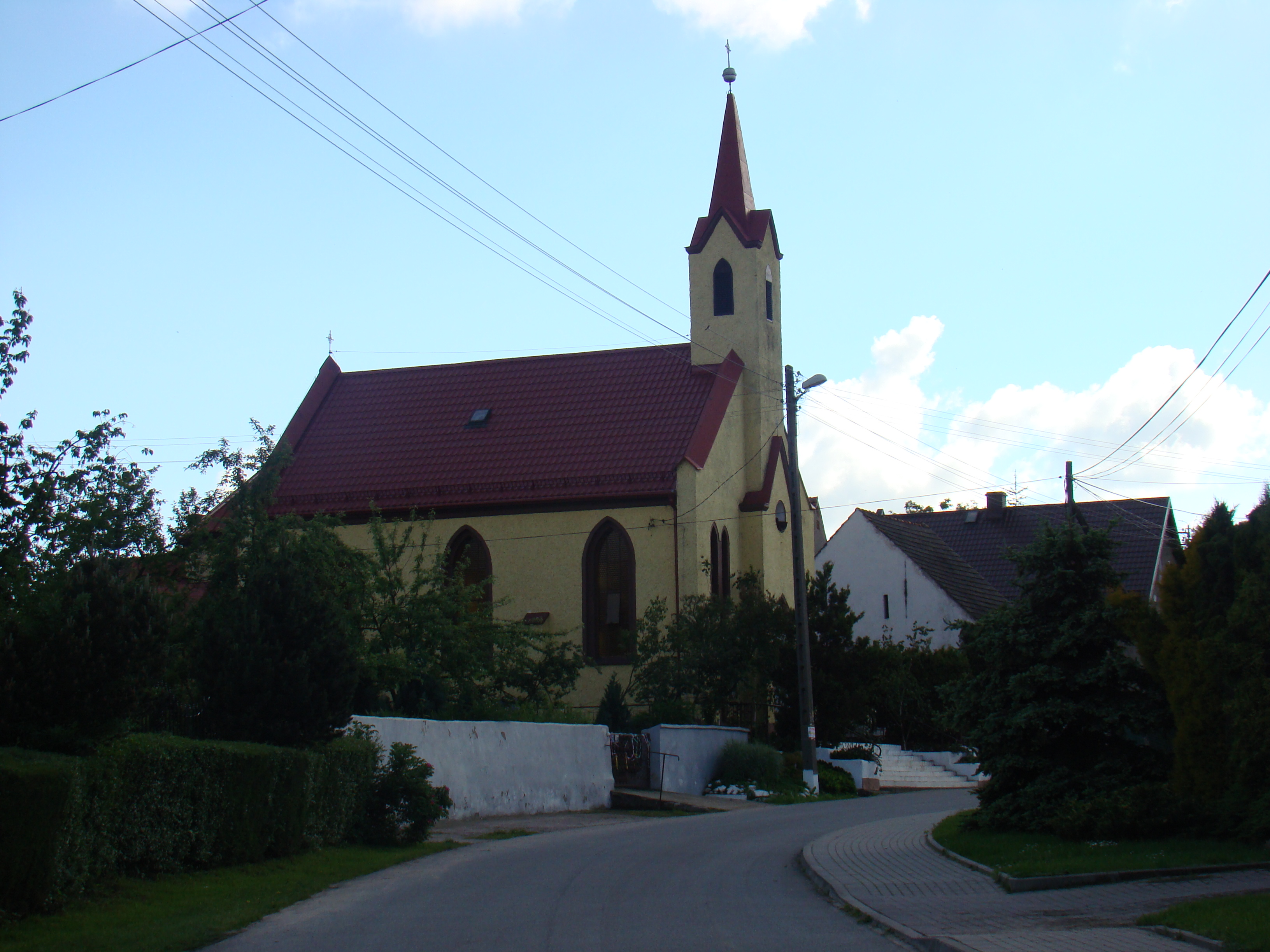
St.-Anna-Kirche

Der Ort wurde im Jahr 1285 erstmals als Maceyovicz erwähnt. In dem Werk Liber fundationis episcopatus Vratislaviensis aus den Jahren 1295–1305 wird der Ort als Maczeiowitz erwähnt. Für das Jahr 1371 ist die Ortsbezeichnung Maczewicz überliefert.
Nach dem Ersten Schlesischen Krieg 1742 fiel Matzwitz mit dem größten Teil Schlesiens an Preußen.
Nach der Neuorganisation der Provinz Schlesien gehörte die Landgemeinde Matzwitz ab 1816 zum Landkreis Grottkau im Regierungsbezirk Oppeln. 1845 bestanden im Dorf ein Vorwerk, eine katholische Schule, eine Brauerei, ein Steinbruch sowie 57 weitere Häuser. Im gleichen Jahr lebten in Matzwitz 432 Menschen, allesamt katholisch. Weiterhin wurden im Jahr 1845 im Steinbruch Matzwitz Überreste eines Mammuts entdeckt, darunter ein gut erhaltener Backenzahn. 1855 lebten 338 Menschen in Matzwitz. 1865 bestanden im Ort vier Bauern, drei Halbbauern, 22 Gärtner, drei Äckerhäusler und zehn Leerhäusler. Die einklassige Schule wurde im gleichen Jahr von 70 Schülern besucht. 1874 wurde der Amtsbezirk Ellguth errichtet, zu dem die Landgemeinden Ellguth, Gräditz, Matzwitz und Sarlowitz sowie die Gutsbezirke Ellguth, Gräditz und Matzwitz gehörten. 1885 zählte Matzwitz 304 Einwohner.
1933 lebten in Matzwitz 680 Menschen. Am 22. Juli 1936 wurde der Ort im Zuge einer Welle von Ortsumbenennungen der NS-Zeit in Mühlrain umbenannt. 1939 lebten 588 Menschen in Mühlrain. Bis Kriegsende 1945 gehörte der Ort zum Landkreis Grottkau.
Als Folge des Zweiten Weltkriegs fiel Höhendorf 1945 wie der größte Teil Schlesiens unter polnische Verwaltung. Nachfolgend wurde es zunächst in Macewice umbenannt und der Woiwodschaft Schlesien angeschlossen. Die deutsche Bevölkerung wurde weitgehend vertrieben. 1947 wurde der Ortsname in Maciejowice geändert. 1950 wurde es der Woiwodschaft Oppeln eingegliedert. 1999 kam der Ort zum wiedergegründeten Powiat Nyski. 2007 lebten 642 Menschen im Ort.

## Sehenswürdigkeiten
- Das Schloss Matzwitz wurde Ende des 18. Jahrhunderts im barocken Stil erbaut. Das zweigeschossige Gebäude mit Mansardendach dient heute als Wohnhaus.[9] Das Schloss wurde 1965 unter Denkmalschutz gestellt.[10]
- Die römisch-katholische St.-Anna-Kirche (poln. Kościół św. Anny) wurde 1882 im Stil der Neogotik erbaut.[11]
- Nepomukstatue
- Empfangsgebäude des ehemaligen Bahnhofs Maciejowice
- Eisenbahnviadukt

## Vereine
- Fußballverein LZS Maciejowice
- Freiwillige Feuerwehr OPS Maciejowice